# Gilbert Dussier
Gilbert Dussier (* 23. Dezember 1949 in Oïcha-Beri, Belgisch-Kongo (heute DR Kongo); † 3. Januar 1979) war ein luxemburgischer Fußballspieler.

## Karriere
Dussier begann seine Karriere bei Red Boys Differdange. Zwischen 1967 und 1974 lief er für den Klub in der Nationaldivision auf und konnte 1972 mit dem Verein den Gewinn des Luxemburger Pokals feiern. Anschließend wechselte er nach Deutschland und spielte eine Spielzeit in der neu gegründeten 2. Bundesliga. Mit dem SV Röchling Völklingen belegte er den 13. Rang, wobei er mit 17 Saisontoren entscheidend zum Klassenerhalt des Klubs aus dem Saarland beitrug. Dabei erzielte er die ersten drei Tore des Klubs in der neuen Liga – zwei beim 2:1-Auswärtserfolg bei der SpVgg Bayreuth und beim 5:1-Sieg über den VfR Mannheim, der die Saarländer auf den ersten Tabellenplatz katapultierte, gelang ihm neben dem 1:0-Führungstreffer noch der Treffer zum Endstand. Auch mit zweimal drei Toren innerhalb von vier Tagen machte er auf sich aufmerksam: Am 14. Dezember 1975 erzielte er beim 5:0-Erfolg über den Karlsruher SC zusammen mit dem zweifachen Torschützen Gerd Warken alle fünf Tore und konnte sich bei der 3:4-Niederlage gegen den 1. FC Schweinfurt 05 am 18. Dezember als alleiniger Torschütze seiner Mannschaft feiern lassen.
1975 wechselte Dussier nach Frankreich zum Erstligaaufsteiger AS Nancy. Einen Monat nach seinem Debüt in der Division 1 gegen US Valenciennes am 8. August 1975, konnte er sich am 12. September erstmals in die Torschützenliste des Vereins eintragen. Nach zwei Jahren verließ er den Klub und zog zum Erstligaabsteiger OSC Lille weiter. Mit neun Saisontoren konnte er dem Verein zum Wiederaufstieg verhelfen, wechselte aber nach Belgien zu THOR Waterschei.
Dussier debütierte am 24. Februar 1971 in der luxemburgischen Nationalmannschaft, als die Auswahl im Rahmen der Qualifikation zur Europameisterschaft 1972 der niederländischen Nationalelf mit 0:6 unterlag. Am 3. März 1971, bei einem Spiel gegen die Deutsche Amateurnationalmannschaft, gelang ihm im zweiten Länderspiel das erste Tor im Nationaljersey und er konnte sich beim 4:2-Erfolg zweimal in die Torschützenliste eintragen. In der Folge konnte er sich in der Nationalmannschaft etablieren und zählte bis zu seinem Tod zu den Stammkräften der Auswahl.
Im Januar 1979 erlag Dussier einer Leukämieerkrankung.